# Gurinder Chadha
Gurinder Chadha (ur. 10 stycznia 1960 w Nairobi) – brytyjska reżyserka i scenarzystka pochodzenia indyjskiego.

## Życiorys
Urodziła się w Kenii w rodzinie pochodzącej z Indii, jednak w 1961 jej rodzice przeprowadzili się do Londynu. W latach 80. pracowała jako dziennikarka radiowa dla BBC, karierę filmową zaczęła od filmów dokumentalnych. W 1990 zrealizowała dla Channel 4 I'm British But..., dokument o młodych Hindusach. Także później jej filmy będą poświęcone najczęściej mieszkającym w Wielkiej Brytanii przybyszom z Azji.
W pełnym metrażu debiutowała na początku lat 90. Najbardziej znane jej filmy to Bhaji on the Beach (1993), Podkręć jak Beckham  (2002) oraz Duma i uprzedzenie (2004). Szczególnym uznaniem cieszył się zwłaszcza drugi z filmów, komedia o hinduskiej dziewczynie próbującej – wbrew sprzeciwowi rodziców – robić piłkarską karierę. Duma i uprzedzenie to adaptacja powieści Jane Austen, jej akcja została przeniesiona w realia Indii.
Za wkład w rozwój filmu została odznaczona Orderem Imperium Brytyjskiego. Jej mężem jest reżyser Paul Mayeda Berges (autor filmu Magia zmysłów)

## Reżyseria (wybór)
- I'm British But... (1990, dokument)
- Bhaji on the Beach (1993)
- Rodzina to grunt (What's Cooking? 2000)
- Podkręć jak Beckham (Bend It Like Beckham  2002)
- Duma i uprzedzenie (Bride and Prejudice 2004)
- Zakochany Paryż (Paris, je t'aime 2006, odcinek „Quais de Seine”)
- Pałac wicekróla (Viceroy’s House 2017, film fabularny)